# 1911 en bande dessinée
| Années de la bande dessinée : 1908 - 1909 - 1910 - 1911 - 1912 - 1913 - 1914    |
| Décennies de la bande dessinée : 1880 - 1890 - 1900 - 1910 - 1920 - 1930 - 1940 |

Cet article présente les faits marquants de l'année 1911 en bande dessinée.

## Évènements
- 8 avril : Aux États-Unis, sortie de l'adaptation animée du Comic strip Little Nemo in Slumberland, après 4 ans de travail de Winsor McCay.

## Nouveaux albums
Voir aussi : Albums de bande dessinée sortis en 1911
| Sortie | Titre       | Scénariste | Dessinateur | Coloriste | Éditeur |
| ------ | ----------- | ---------- | ----------- | --------- | ------- |
| ?      | à compléter |            |             |           |         |
| ?      | …           |            |             |           |         |

## Naissances
- 1er janvier : Bill Woggon, auteur de comics
- 4 février : Adrian Dingle
- 12 mai : Charles Biro, auteur de comics
- 28 avril : Lee Falk, créateur des comic strips Le Fantôme et Mandrake le magicien
- 20 mai : Gardner Fox, scénariste de comics
- 10 juillet : Dut
- 23 août : Otto Binder, scénariste de comics
- 26 septembre : Sirius
- 10 octobre : Loÿs Pétillot
- 19 octobre :  Al Ross
- 10 décembre : Ira Yarbrough
- 25 décembre : Burne Hogarth
- Ed Furness